# Fusiturris similis
Fusiturris similis é uma espécie de gastrópode do gênero Fusiturris, pertencente a família Fusiturridae.